# Gin Rummy

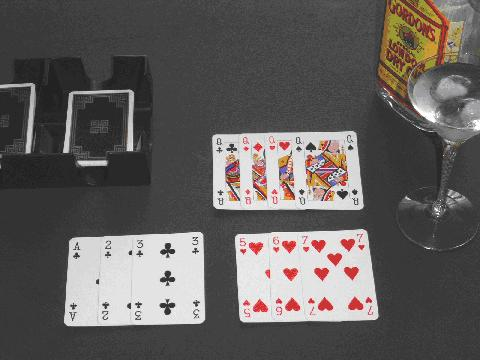
Eine Gin-Hand

Gin Rummy, kurz Gin oder Gin Rommé, ist ein Kartenspiel für zwei Personen, das im Jahre 1909 von Elwood T. Baker vom Knickerbocker Whist Club in New York erfunden wurde; in den 1940er-Jahren entdeckte Hollywood das Spiel und Gin Rummy fand rasch weite Verbreitung.
Der Name Rummy leitet sich einerseits von Rum ab, da häufig um Getränke gespielt wurde – wie etwa auch aus dem Namen Schnapsen zu ersehen ist – andererseits bedeutet rummy so viel wie seltsam.
Aus dem mexikanischen Kartenspiel Conquian, das als Urahn der Rummy-Spiele wie auch Rommé anzusehen ist, entwickelte sich eine heute nur noch selten gespielte Pokervariante namens Rum oder Rum Poker bzw. Rummy Poker, eben eine eher „seltsame“ Spielart. Nun spielte man damals auch eine Pokervariante namens Whiskey, und so benannte Baker sein Spiel nach dem Getränk Gin „in order to keep the liquor in the family“.

## Die Regeln

### Vorbereitungen
Gin Rummy wird mit einem Paket französischer Spielkarten zu 52 Karten gespielt; in der Praxis verwendet man meist zwei Päckchen mit verschiedenen Rückseiten und jeder Spieler gibt mit seinem eigenen Paket.
Vor Beginn einer Partie mischt man ein Paket und jeder Spieler zieht eine Karte: Der Spieler mit der höheren Karte wählt seinen Platz und ein Kartenpaket, der Spieler mit der niedrigeren Karte nimmt das andere Paket, mischt, lässt abheben und gibt die Karten: Der Nicht-Geber erhält elf, der Teiler zehn Karten. Die verbleibenden Karten werden verdeckt als Stapel auf den Tisch gelegt und bilden den Talon. Der Nicht-Geber beginnt das Spiel, indem er eine Karte ablegt.
Sehr häufig anzutreffen ist folgende Variante: Beide Spieler erhalten zehn Karten, die oberste Karte des Talons wird offen als erste Karte des Ablagestapels daneben gelegt. Vorhand, d. h. der Nicht-Geber, darf nun wählen, ob er die aufgedeckte Karte nehmen möchte oder nicht. Lehnt er ab, so darf der Geber diese Karte für sich beanspruchen. Wenn dieser ebenfalls ablehnt, zieht Vorhand eine Karte vom Stapel. Der Spieler, der als Erster eine Karte aufnimmt, sei es Vorhand oder der Geber, prüft nun, ob diese Karte in sein Blatt passt oder nicht, danach legt er eine Karte, die er nicht gebrauchen kann, auf dem Ablagestapel ab.

### Kartenkombinationen
Jeder Spieler versucht, seine Karten in der Hand nach Kombinationen zu ordnen. Kombinationen sind
- Sätze von drei oder vier gleichrangigen Karten, z. B. drei Könige oder vier Dreier usw.
- Folgen (auch Sequenzen) von drei oder mehr aufeinanderfolgenden Karten derselben Farbe wie etwa 5-6-7-8 in Herz oder A-2-3 in Pique, nicht aber D-K-A, da das Ass beim Gin Rummy nicht an den König angelegt werden darf.

### Wert der Karten
Zur Berechnung der Augen zählen Zehner und Bildkarten jeweils zehn Punkte, Asse einen Punkt und die Zählkarten 2 bis 9 nach ihrem aufgedruckten Wert.

### Klopfen
Hat ein Spieler sein Blatt durch Kaufen und Ablegen soweit verbessert, dass die Augensumme seiner Karten, die er nicht in Kombinationen verwenden kann, nur mehr 10 Punkte oder weniger beträgt, so darf er klopfen (knock).
Ein Spieler ist jedoch nicht gezwungen, bei der ersten Gelegenheit zu klopfen, er kann auch weiterspielen und versuchen, die Augensumme seiner schlechten Karten weiter zu verringern, um vielleicht sogar ein gin oder, falls sein Gegner klopft, ein undercut (siehe unten) zu erreichen.
Wenn ein Spieler klopft, so legt er seine Kombinationen auf den Tisch, seine unbrauchbaren Karten (deadwood) daneben, nennt deren Augensumme, und legt eine Karte verdeckt auf den Ablegstapel.
Sodann legt der Gegner seine Kombinationen aus, dieser hat zudem das Recht, weitere Karten an Kombinationen des Klopfers, sofern es möglich ist, anzulegen.
Beispiele
- Der Klopfer legt ♥2–♥3–♥4 aus. Hält sein Gegenspieler ♥A und ♥5 in der Hand, so darf er diese beiden Karten an die ausgelegte Folge des Klopfers anlegen.
- Der Klopfer legt ♥Q–♦Q–♠Q aus. Hält sein Gegenspieler ♣Q in der Hand, so darf er diese Karte an den ausgelegten Satz des Klopfers anlegen.

Gegenbeispiel
- Der Klopfer legt ♦Q–♥Q–♠Q–♣Q aus. Sein Gegenspieler hält ♦K und ♦J in der Hand, er darf nun aber nicht die ♦Q aus der Meldung des Klopfers rauben und mit ♦K und ♦J eine eigene Meldung bilden.

Hat der Klopfer weniger Punkte in schlechten Karten als sein Gegner, so schreibt er die Differenz als Gutpunkte; hat jedoch der Gegner des Klopfers nach dem Auslegen seiner Meldungen und dem eventuellen Anlegen weiterer Karten an die Meldungen des Klopfers weniger oder gleich viele Punkte als dieser, so schreibt der Gegner des Klopfers die Differenz der Augensummen der schlechten Karten als Gutpunkte, zuzüglich einer Prämie von weiteren 10 Punkten, dem sogenannten undercut bonus.

### Gin
Eine spezielle Regel gilt für den Fall, dass der Klopfer alle seine Karten in Kombinationen auslegen kann, er also mit null Punkten klopft; diese Situation nennt man gin. Der Gegner des Klopfers darf nun zwar seine Kombinationen aus- aber keine Karten an das Blatt des Klopfers anlegen. Der Klopfer schreibt sich nun die Augensumme der schlechten Karten seines Gegners gut, zuzüglich einer Prämie von 20 Punkten, dem sogenannten gin bonus.

### No game
Wenn ein Spieler die drittletzte Karte des Stapels gezogen und eine Karte abgeworfen hat, d. h. der Stapel bis auf die beiden letzten Karten aufgebraucht ist, so endet das Spiel sofort. Wenn der Spieler in diesem Zuge nicht klopft, oder Gin macht, so wird das Spiel nicht gewertet (no game).
Nach anderer Spielweise ergeben sich in dieser Situation zwei Möglichkeiten:
- Der Spieler, der nun an die Reihe kommt, nimmt die von seinem Gegner zuletzt abgelegte Karte auf, wirft eine andere Karte ab und klopft bzw. macht Gin.
- Falls er dazu nicht imstande ist, endet das Spiel und wird nicht gewertet.

Die beiden letzten Karten des Stapels dürfen nie aufgenommen werden. Im Fall von no game, gibt der Spieler, der geteilt hat, die Karten für das nächste Spiel.

### Partie
Eine Partie (game) besteht im Allgemeinen aus mehreren einzelnen Spielen (hands). Die Gutpunkte aus jedem einzelnen Spiel werden laufend addiert, und sobald ein Spiel abgerechnet ist, teilt der Verlierer (!) des letzten Spiels die Karten für die nächste Hand.
Dies setzt sich solange fort, bis ein Spieler insgesamt 100 oder mehr Punkte erreicht hat; damit ist die Partie beendet.

### Abrechnung
Nach Beendigung einer Partie werden noch folgende Prämien vergeben:
- game bonus: der Spieler, der als erster die 100-Punkte-Marke erreicht hat, erhält eine Prämie von 100 Punkten für das Beenden der Partie.
- shutout bonus: hat der Gegner null Punkte, so erhält der Spieler eine weitere Prämie von 100 Punkten.
- box bonus: jeder Spieler erhält für jedes einzelne von ihm gewonnene Spiel eine Prämie von 20 Punkten.

Diese Prämien werden zum Punktestand bei Ende der Partie addiert und dann voneinander subtrahiert: der Spieler, mit der niedrigeren Punktezahl zahlt an seinen Gegner die Differenz.
Anmerkung: Der Spieler, der als erster die 100er-Marke erreicht, muss nicht notwendig in finanzieller Hinsicht der Gewinner der Partie sein, da – in seltenen Fällen – die Anzahl der boxes den Ausschlag geben kann.

## Varianten
Gin Rummy wird in vielen abweichenden Varianten gespielt; die häufigsten Unterschiede betreffen
- Vorhandensein und Höhe der Prämien für undercut, gin, boxes, shutout und game,
- wer die Karten gibt,
- ob der Talon komplett aufgebraucht werden darf oder die letzten beiden Karten liegen bleiben müssen,
- ob das Ass in einer Sequenz an den König angelegt werden  darf, oder ob – des Weiteren auch – Sequenzen K-A-2 (Round the Corner Gin) erlaubt sein sollen, und
- ob man unbrauchbare Karten an ein Gin-Blatt anlegen darf.

Diese Fragen sollte man unbedingt vor Beginn einer Partie klären.
Eine Abart des klassischen Gin Rummy ist Oklahoma Gin, dabei erhalten beide Spieler zehn Karten, die nächste Karte wird aufgeschlagen und der Wert dieser Karte bestimmt das Limit für das Klopfen: wird etwa eine Sieben aufgedeckt, so darf man nur mit sieben oder weniger Punkten klopfen, meistens wird darüber hinaus noch verlangt, dass bei einem Ass das Spiel nur mit Gin beendet werden darf.

## Chouette
Ähnlich wie Backgammon oder Écarté kann auch Gin Rummy als Chouette zu drei (oder mehr) Personen gespielt werden.
Jeder der drei Spieler zieht eine Karte. Wer die höchste Karte gezogen hat, ist Alleinspieler und spielt gegen die beiden anderen, die auch gemeinsame Rechnung schreiben. Die Anschrift der beiden Partner wird daher in einer Kolonne geführt.
Das erste Spiel teilt derjenige Spieler unter den beiden Partnern, der die höhere Karte gezogen hat, er spielt so lange, bis er ein Spiel verliert. Dann übernimmt sein Partner das Spiel.
Auf diese Weise wird fortgesetzt, bis entweder der Alleinspieler oder das Team der beiden Partner 100 oder mehr Punkte erreicht.
Der Alleinspieler zahlt, wenn er verliert, an beide Gegner den Gewinn aus, oder er zieht von beiden Gegnern den Gewinn ein. Bei dieser Art des Spieles darf der Nichtspieler seinen Partner beraten, die Entscheidung hat aber stets der, der am Spiel ist.
Hat der Alleinspieler das letzte Spiel einer Partie gewonnen, so bleibt er Alleinspieler und trifft im ersten Spiel der nächsten Partie auf den zuletzt pausierenden Spieler, der auch die Karten gibt.
Hat jedoch der Alleinspieler das letzte Spiel verloren, so wird der Gewinner des letzten Spieles neuer Alleinspieler. Er trifft im ersten Spiel der nächsten Partie auf seinen bisherigen Partner, der die Karten gibt, während der bisherige Alleinspieler pausiert.

## Rezeption
In Goldfinger nach Ian Flemings gleichnamigen Roman betrügt Auric Goldfinger einen Herrn Simmons beim Gin Rummy. Goldfingers Sekretärin, dargestellt von Shirley Eaton, sieht aus einem Hotelzimmer durch ein Teleskop Herrn Simmons in die Karten und teilt Goldfinger, der ein Hörgerät zu tragen scheint, die Werte per Funk mit. James Bond entdeckt den Betrug und verführt die Sekretärin, die dann in einer der berühmtesten Filmszenen als goldüberzogene Leiche in Bonds Bett endet. Bei einer Bahnfahrt in Live and Let Die vertreibt sich Bond die Zeit mit Solitaire bei einer Partie Gin Rummy.
Das Spiel Gin Rummy steht im Mittelpunkt von Donald L. Coburns Zweipersonenstück The Gin Game, das vor allem durch die Aufführungen am Broadway mit Jessica Tandy und ihrem Gatten Hume Cronyn bekannt wurde.
Im Stück Death Knocks (Der Tod klopft an von Woody Allen, vertont von Christian Jost) wird der Tod von seinem Opfer zu einer Partie Gin Rummy überredet und verliert, wodurch sein Gegner ein längeres Leben erhält. Der Titel des Stücks ist ein Wortspiel, da das Wort klopfen auch eine besondere Bedeutung im Spiel besitzt (siehe hier).

### Englischsprachige Literatur
- Ely Culbertson: Culbertson System of Playing Gin Rummy, 3rd revised edition, Philadelphia, 1944
- Sam Fry: Gin Rummy - How to Play and Win, Dover Publications, Inc. New York, 1960/78
- Oswald Jacoby: How to Win at Gin Rummy, Holt, Rinehart and Winston, New York, 3rd printing, 1963
- The United States Playing Card Company, Joli Quentin Kansil, Editor: Official Rules of Card Games, 90th Edition, 2004
- John McLeod: Gin Rummy[1]
- Albert H. Morehead, Richard L. Frey, Geoffrey Mott-Smith: The New Complete Hoyle Revised, Doubleday, New York, 1991
- Albert H. Morehead, Geoffrey Mott-Smith: Hoyle’s Rules of Games, 2nd revised edition. A Signet Book, 1983
- David Parlett: Oxford Dictionary of Card Games, Oxford University Press Oxford New York 1992/96
- David Parlett: The Oxford Guide to Card Games, Oxford University Press Oxford New York 1990
- John Scarne: Scarne on Card Games, New York 1949/65, Courier Dover Publications Reprint 2004

### Deutschsprachige Literatur
Eine ausführliche deutschsprachige Beschreibung findet sich unter 
- Fritz Babsch: Internationale und österreichische Kartenspiel-Regeln, Piatnik Wien 1983
- Johannes Bamberger: Die beliebtesten Kartenspiele, Verlag Perlen-Reihe, Band 648, 21. Auflage, Wien 19??
- Claus D. Grupp: Kartenspiele. Falken-Verlag Erich Sicker, Wiesbaden 1975, ISBN 3-8068-2001-5, S. 71–72.
- Claus D. Grupp: Rommé und Canasta in allen Variationen, Falken-Verlag Niedernhausen/Ts, 1982
- Rudolf Heinrich [d. i. Rudolf Bretschneider]: Rommé - Rummy international Alle Spielarten, Verlag Perlen-Reihe, Band 650, 7. Auflage, Wien 19??